# Adrienne
Adrienne ist ein weiblicher Vorname.

## Herkunft und Bedeutung des Namens
Adrienne ist die französische, weibliche Form von Adrian.

## Verbreitung
Der Name Adrienne war zu Beginn des 20. Jahrhunderts in Frankreich sehr populär. Zur Mitte des Jahrhunderts sank die Beliebtheit stark. Heute wird er nur noch sehr selten vergeben.
In den USA war der Name vor allem in den 1980er Jahren geläufig. Mittlerweile wird er nur noch äußerst selten vergeben.

## Namenstag
Der Namenstag von Adrienne wird am 8. September gefeiert.

## Bekannte Namensträgerinnen

### Vorname
- Adrienne Ames (1907–1947), US-amerikanische Filmschauspielerin
- Adrienne Barbeau (* 1945), US-amerikanische Schauspielerin
- Adrienne Bolland (1895–1975), französische Fliegerin und Testpilotin
- Adrienne Braun (* 1966), deutsche Journalistin, Autorin und Kolumnistin
- Adrienne Clarkson (* 1939), kanadische Politikerin
- Adrienne Clostre (1921–2006), französische Komponistin
- L. Adrienne Cupples († 2022), US-amerikanische Biostatistikerin und Epidemiologin
- Adrienne Frantz (* 1978), US-amerikanische Schauspielerin, Sängerin, Songwriterin
- Adrienne Gessner (1896–1987), österreichische Schauspielerin
- Adrienne Goehler (* 1955), deutsche Psychologin, Publizistin und Politikerin
- Adrienne Iven (* 1983), kamerunische Fußballspielerin
- Adrienne Kennedy (* 1931), US-amerikanische Autorin und Dramatikerin
- Adrienne Lecouvreur (1692–1730), französische Schauspielerin
- Adrienne Monnier (1892–1955), französische Buchhändlerin
- Adrienne C. Moore (* 1980), US-amerikanische Schauspielerin
- Adrienne Rich (1929–2012), US-amerikanische Dichterin
- Adrienne Shelly (1966–2006), US-amerikanische Schauspielerin und Filmregisseurin
- Adrienne von Speyr (1902–1967), Schweizer Ärztin, Mystikerin und Schriftstellerin
- Adrienne Thomas (1897–1980), deutsch-österreichische Autorin
- Adrienne Wilkinson (* 1977), US-amerikanische Schauspielerin

### Kunstfigur
- Adrienne, Titelfigur in der gleichnamigen Operette von Walter W. Goetze